# Przyczepa lekka

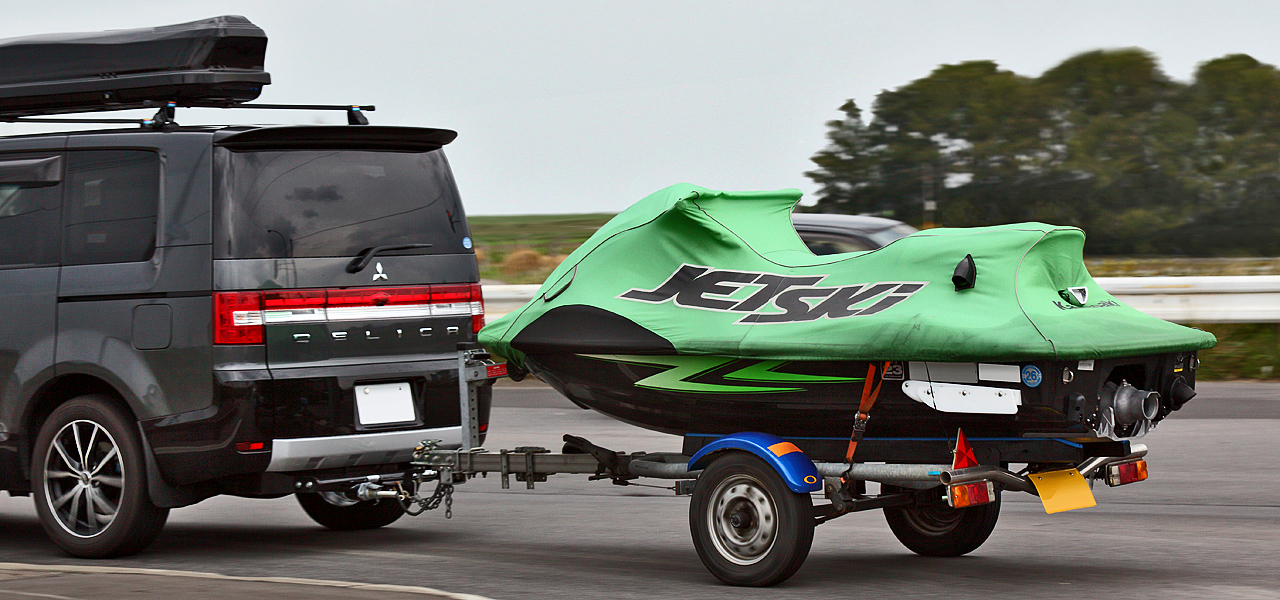
Przyczepa lekka z ładunkiem

Przyczepa lekka – przyczepa o dopuszczalnej masie całkowitej nieprzekraczającej 750 kg. Rzeczywista masa przyczepy nie może przekraczać masy pojazdu ciągnącego.
Do kierowania zespołem pojazdów z przyczepą lekką uprawnia kategoria B, C1, C, D1, D. W przypadku motocykla dopuszczalna masa całkowita przyczepy nie może przekraczać 100 kg.